# Airalo
Airalo är en eSIM-kort-marknadsplats. Den erbjuder resenärer eSIM-kort för över 200 länder och regioner i hela världen, så att de kan få omedelbar internetåtkomst utomlands. Den 10 juli 2025 hade Airalo-appen över 20 miljoner användare och finns tillgänglig på App Store och Google Play Store på 53 språk.

## Historia
Airalo är en USA-baserad startup som grundades 2019 av Abraham Burak och Bahadir Ozdemir. Målet är att ge resenärer tillgång till direkt, prisvärd, global uppkoppling genom eSIM-teknik.
Abraham och Bahadir är digitala nomadföretagare som själva har upplevt begränsningarna i reseuppkopplingen. eSIM-tekniken innebär en möjlighet att erbjuda ett billigare och mer tillgängligt alternativ för resenärerna.
2019 säkrade Airalo 1,9 miljoner USD i såddkapital från Antler och Sequoia Capital Indiens såddfond Surge. 2021 säkrade företaget 5 miljoner USD i serie A-finansiering. Och 2023, 60 miljoner USD i en serie B-finansieringsrunda. e& Capital, venture-delen av e& (mer känt som den Förenade Arabemiraten-baserade operatören Etisalat), ledde rundan med deltagande av startup "generator" Antler Elevate, Liberty Global, Rakuten Capital, Singtel Innov8, Surge (early-stage fund som drivs av Peak XV, tidigare känt som Sequoia Capital India och SEA), Orange, T Capital (venture-delen av Deutsche Telecom), KPN Ventures, Telefónica Ventures och I2BF Global Ventures.
I juli 2025 meddelade Airalo att bolaget framgångsrikt hade slutfört en finansieringsrunda i serie C och tagit in 220 miljoner dollar. Rundan leddes av CVC Capital Partners, med deltagande från de befintliga investerarna Peak XV och Antler Elevate.